# World Games 2022/Teilnehmer (Nordmazedonien)
| Gelbes Symbol für Goldmedaillen mit stilisierten Olympischen Ringen | Graues Symbol für Silbermedaillen mit stilisierten Olympischen Ringen | Braundes Symbol für Bronzemedaillen mit stilisierten Olympischen Ringen |
| ------------------------------------------------------------------- | --------------------------------------------------------------------- | ----------------------------------------------------------------------- |
| —                                                                   | —                                                                     | —                                                                       |

Nordmazedonien nahm an den World Games 2022 mit zwei Athleten teil.

## Teilnehmer nach Sportarten

### Karate

#### Kumite
| Athleten    | Wettbewerb       | Gruppenphase      | Gruppenphase | Rang | Halbfinale    | Halbfinale    | Finale        | Finale        | Rang |
| Athleten    | Wettbewerb       | Gegner            | Ergebnis     | Rang | Gegner        | Ergebnis      | Gegner        | Ergebnis      | Rang |
| ----------- | ---------------- | ----------------- | ------------ | ---- | ------------- | ------------- | ------------- | ------------- | ---- |
| Männer      |                  |                   |              |      |               |               |               |               |      |
| Emil Pavlov | Kumite bis 67 kg | Vinícius Figueira | 0:4          | 4    | ausgeschieden | ausgeschieden | ausgeschieden | ausgeschieden | 7    |
| Emil Pavlov | Kumite bis 67 kg | Xenos Dionysios   | 0:6          | 4    | ausgeschieden | ausgeschieden | ausgeschieden | ausgeschieden | 7    |
| Emil Pavlov | Kumite bis 67 kg | Soichiro Nakano   | 0:4          | 4    | ausgeschieden | ausgeschieden | ausgeschieden | ausgeschieden | 7    |

### Luftsport
| Athleten    | Wettbewerb    | Qualifikation | Qualifikation | 1. Runde                   | Achtelfinale              | Viertelfinale | Halbfinale    | Finale        | Rang |
| Athleten    | Wettbewerb    | Ergebnis      | Rang          | Ergebnis                   | Ergebnis                  | Ergebnis      | Ergebnis      | Ergebnis      | Rang |
| ----------- | ------------- | ------------- | ------------- | -------------------------- | ------------------------- | ------------- | ------------- | ------------- | ---- |
| Offen       |               |               |               |                            |                           |               |               |               |      |
| Bojan Nikov | Drohnenrennen | 27,447637     | 22            | 00,000                     | Hoffnungsrunde: 26,177536 | ausgeschieden | ausgeschieden | ausgeschieden | 22   |
| Bojan Nikov | Drohnenrennen | 27,447637     | 22            | Hoffnungsrunde:1:33,310976 | Hoffnungsrunde: 26,177536 | ausgeschieden | ausgeschieden | ausgeschieden | 22   |